# 剑浦县
剑浦县，中国古县名。
五代南唐保大六年（948年），改龙津县置，治所在今福建省南平市，为剑州治。元朝大德六年（1302年），改名南平县。宋朝时，置银场及茶焙于此。